# Бугульма (станция)
Бугульма — железнодорожная станция Куйбышевской железной дороги, расположенная в городе Бугульме Республики Татарстан.

## Информация о станции
Расположена на неэлектрифицированной преимущественно однопутной линии Инза — Чишмы — Ульяновск. Вокзал построен в 1912 году. Свой привлекательный облик он обрел после реконструкции в 2005 году. Это двухэтажное здание с выходом на перрон со 2-го этажа, в вокзальный комплекс входят 2 посадочные платформы и привокзальная площадь. По объёму выполняемой работы вокзал Бугульма относится к третьему классу. Среднесуточное количество поездов составляет 14 пар.

## Дальнее следование по станции

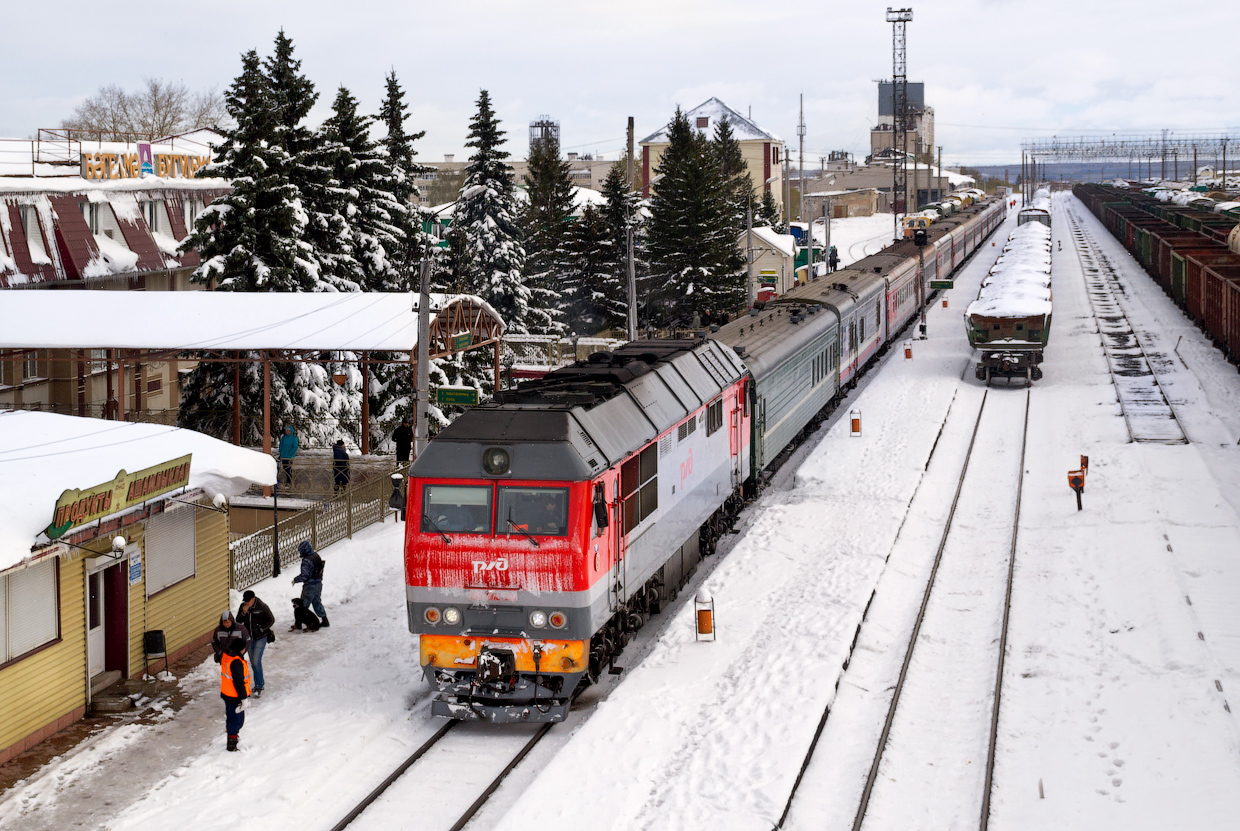
Тепловоз ТЭП70БС-216 с пассажирским поездом № 391 Челябинск — Москва на станции

Пригородные перевозки по станции отменены с 2013 года. Ранее курсировали пригородные поезда (РА1 и РА2) до станций Набережные Челны, Кандры, Димитровград. По графику 2018 года через станцию курсируют следующие поезда дальнего следования:

### Круглогодичное движение поездов
| № поезда | Маршрут движения      | № поезда | Маршрут движения      |
| -------- | --------------------- | -------- | --------------------- |
| 115      | Уфа — Москва          | 116      | Москва — Уфа          |
| 347      | Уфа — Санкт-Петербург | 348      | Санкт-Петербург — Уфа |
| 354/353  | Пермь — Адлер         | 354/353  | Адлер — Пермь         |
| 391      | Челябинск — Москва    | 392      | Москва — Челябинск    |
| 609      | Уфа — Ульяновск       | 610      | Ульяновск — Уфа       |

### Сезонное движение поездов
| № поезда | Маршрут движения | № поезда | Маршрут движения |
| -------- | ---------------- | -------- | ---------------- |
| 452/451  | Ижевск — Адлер   | 452/451  | Адлер — Ижевск   |

## Услуги
- комнаты длительного отдыха;
- зарядка мобильных телефонов;
- продажа товаров первой необходимости;
- хранение ручной клади в камере хранения;
- предоставление письменной справки;
- использование факсимильной связи;
- экспресс — доставка корреспонденции;
- пользование душем;
- пользование микроволновой печью;
- прием и отправление багажа / грузобагажа;
- пребывание в зале повышенной комфортности;
- заказ такси;
- ксерокопирование.

## Коммерческие операции, выполняемые на станции
- Продажа пасс. билетов. Прием, выдача багажа;
- Пр/выд. повагонных отправок грузов (откр. площ.);
- Пр/выд. мелких отправок грузов (крытые склады);
- Пр/выд. поваг. и мелк. отправок (подъездн. пути);
- Пр/выд. повагонных отправок грузов (крытые склады);
- Пр/выд. грузов в универсальных контейнерах(3 и 5т);
- Пр/выд. мелких отправок грузов (откр. площ).

## Фотогалерея

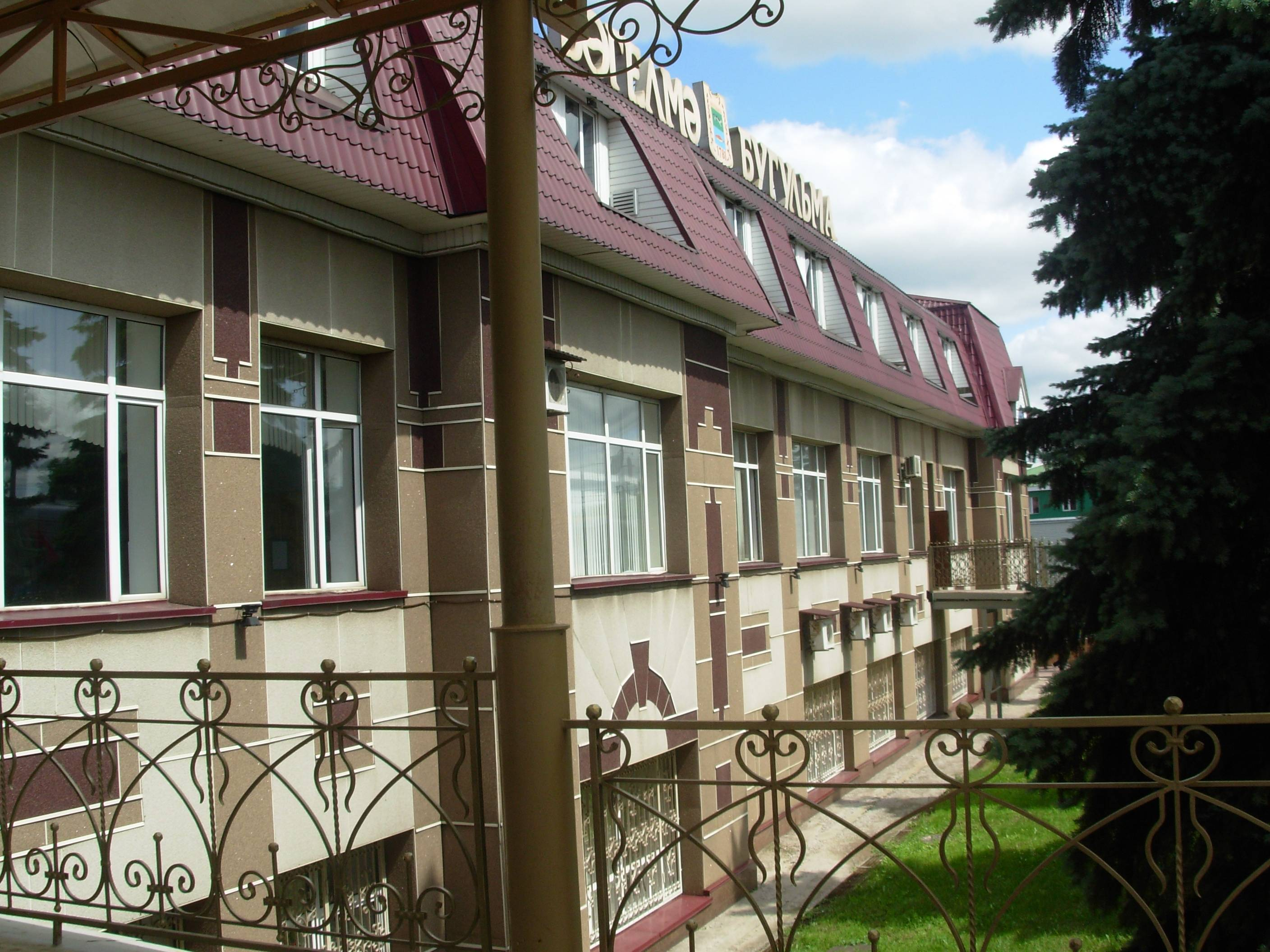
Вокзал
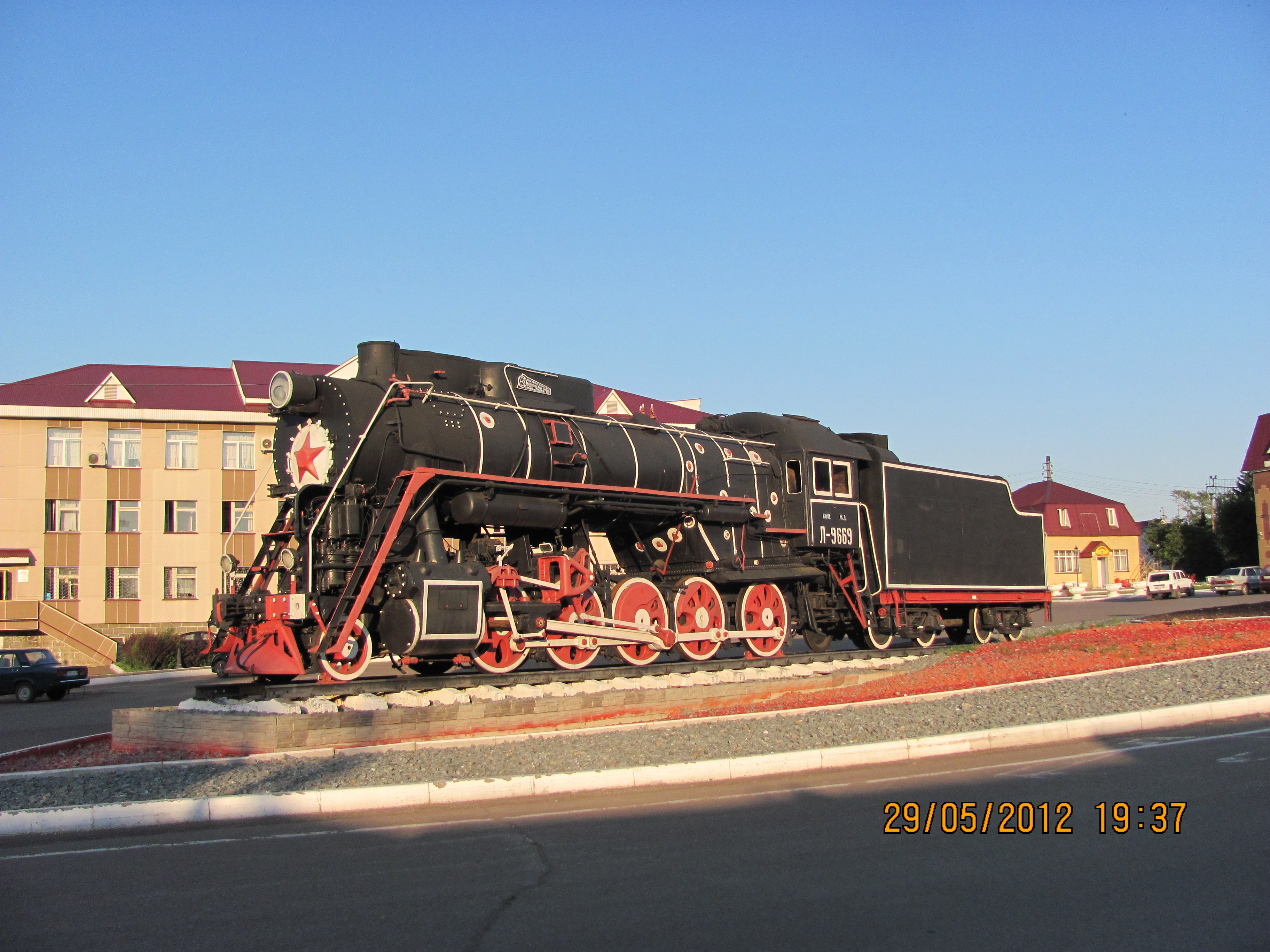
Паровоз серии Л-9669 (настоящий номер  1765)
Бравый солдат Швейк
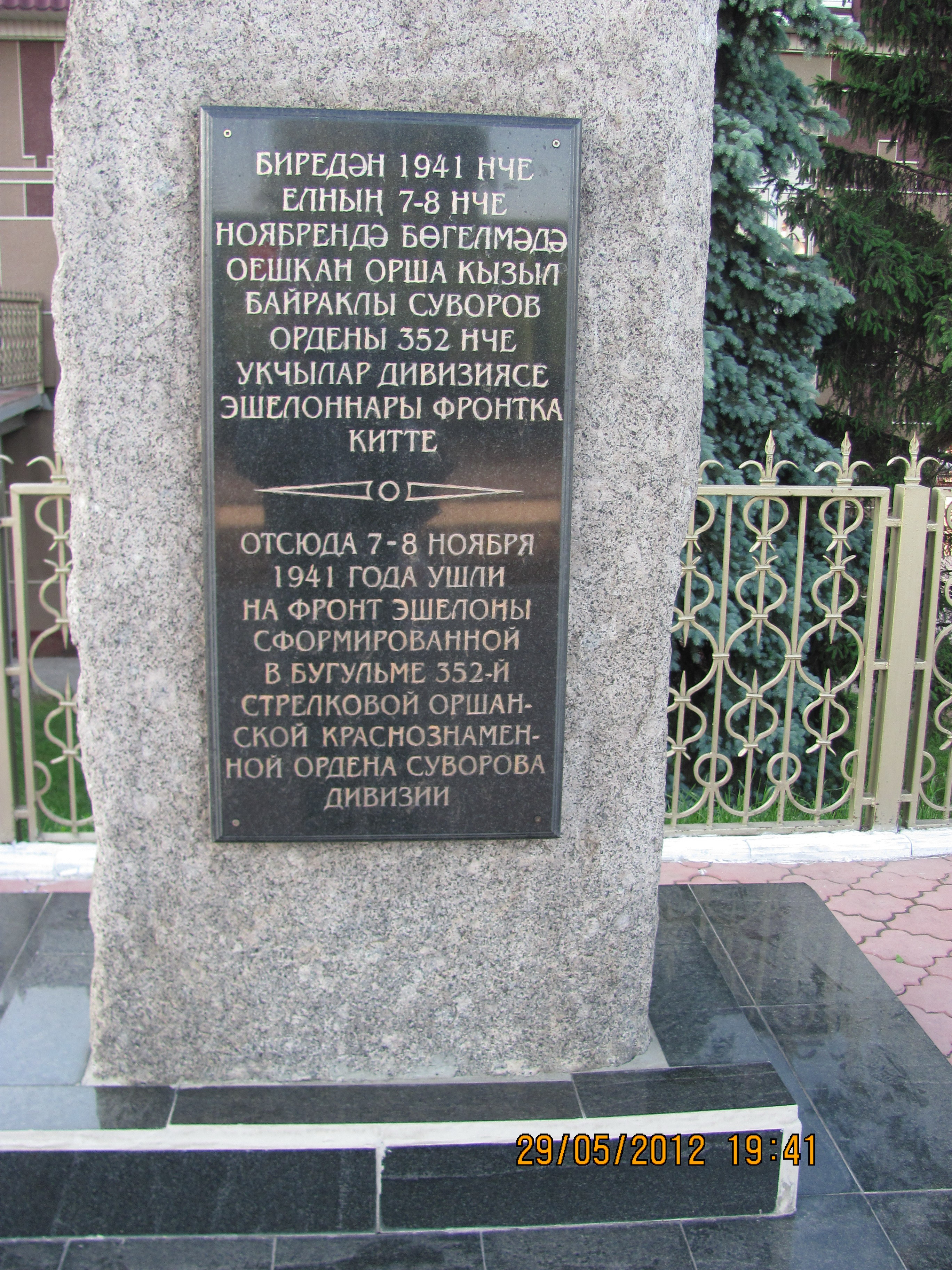
Обелиск 352-й Оршанской дивизии
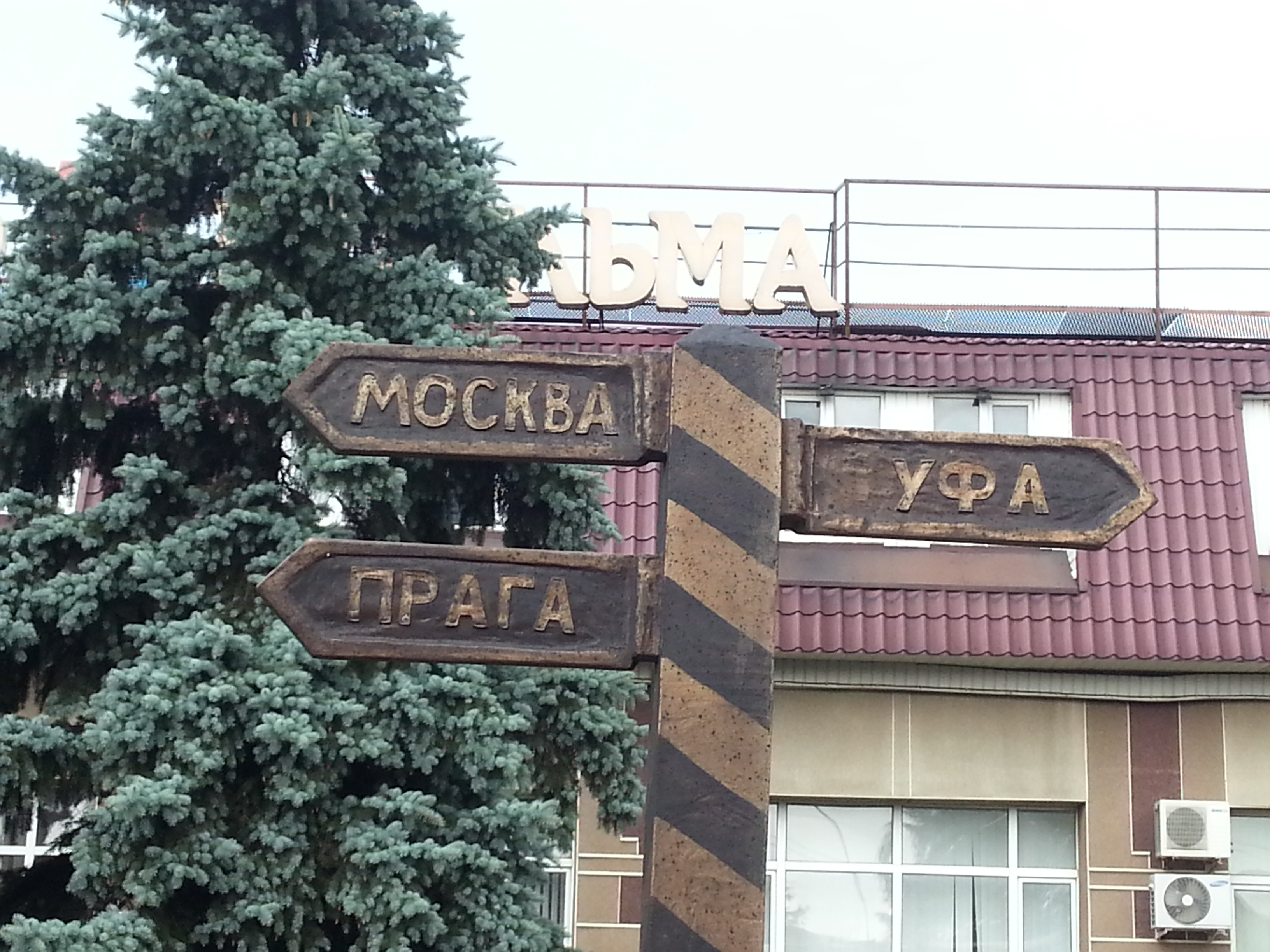
Указатель на Москву, Уфу и Прагу